# Ядерные поры
Ядерные поры, или ядерные поровые комплексы, — крупные белковые комплексы, пронизывающие ядерную мембрану и осуществляющие транспорт макромолекул между цитоплазмой и ядром клетки. Переход молекул из ядра в цитоплазму и в обратном направлении называется ядерно-цитоплазматическим транспортом.

## Структура

Реконструкция ядерной поры.

Ядерные поровые комплексы (англ. nuclear pore complex, NPC) устроены сходным образом у всех исследованных на сегодняшний день организмов. Они образованы множеством копий примерно 30 разных белков-нуклеопоринов. Масса ядерных поровых комплексов колеблется в пределах от ~44 МДа в клетках дрожжей до ~125 МДа у позвоночных.
По данным электронной микроскопии, ядерные поры в поперечном сечении имеют форму «восьмиспицевого тележного колеса», то есть имеют 8-лучевую симметрию. Эти данные подтверждает тот факт, что молекулы нуклеопоринов присутствуют в составе ядерной поры в количестве, кратном восьми. Проницаемый для молекул канал располагается в центре структуры. Ядерные поровые комплексы заякорены на ядерной оболочке с помощью трансмембранной части, от которой к просвету канала обращены структуры, получившие название спиц (англ. spokes), по аналогии со спицами тележного колеса. Эта коровая часть поры, построенная из восьми доменов, с цитоплазматической и ядерной сторон ограничена соответственно цитоплазматическим и ядерным кольцами (англ. rings; у низших эукариот они отсутствуют).
К ядерному кольцу прикреплены белковые, направленные внутрь ядра, тяжи (ядерные филаменты, англ. filaments), к концам которых крепится терминальное кольцо (англ. terminal ring). Вся эта структура носит название ядерной корзины (англ. nuclear basket). К цитоплазматическому кольцу также прикреплены направленные в цитоплазму тяжи — цитоплазматические филаменты. В центре ядерной поры видна электрон-плотная частица, «втулка» или транспортёр (англ. plug).

Физические размеры ядерной поры высших эукариот. Вид сверху и сбоку.

### Нуклеопорины
Нуклепорины, белки, из которых построены ядерные поры, делят на три подгруппы. К первой относят трансмембранные белки, заякоривающие комплекс в ядерной оболочке. Нуклепорины второй группы содержат характерный аминокислотный мотив — несколько раз повторенные FG, FXFG или GLFG — последовательности (так называемые FG-повторы, где F — фенилаланин, G — глицин, L — лейцин, X — любая аминокислота). Функция FG-повторов, по-видимому, заключается в связывании транспортных факторов, необходимых для осуществления ядерно-цитоплазматического транспорта. Белки третьей подгруппы не имеют ни мембранных доменов, ни FG-повторов, наиболее консервативны среди всех нуклеопоринов, их роль, по-видимому, заключается в обеспечении связывания FG-содержащих нуклепоринов с трансмембранными. Нуклеопорины также отличаются по своей мобильности в составе ядерной поры. Некоторые белки связаны с конкретной порой на протяжении всего клеточного цикла, в то время как другие полностью обновляются всего за несколько минут.

## Свойства ядерных пор
Количество ядерных пор на одно ядро может колебаться от 190 у дрожжей, 3000—5000 в клетках человека до 50 млн в зрелых ооцитах шпорцевой лягушки (лат. Xenopus laevis). Этот показатель может также варьировать в зависимости от типа клетки, гормонального статуса и стадии клеточного цикла. Например, в клетках позвоночных количество ядерных пор удваивается на протяжении S-фазы, одновременно с удвоением хромосом. При разборке ядерной оболочки во время митоза ядерные поры позвоночных распадаются на субкомплексы с массами около миллиона дальтон. Показано, что разборка ядерного порового комплекса инициируется циклин B-зависимой киназой, фосфорилирующей нуклеопорины. После завершения клеточного деления ядерные поры собираются de novo.
Ядерные поры интерфазного ядра перемещаются большими массивами, а не независимо друг от друга, причём эти перемещения происходят синхронно с перемещениями ядерной ламины. Это служит доказательством того, что ядерные поры механически связаны между собой и формируют единую систему (англ. NPC network).